# 列昂尼德·桑达洛夫
列昂尼德·米哈伊洛维奇·桑达洛夫（俄语：Леонид Михайлович Сандалов，1900年3月28日（4月10日）—1987年10月23日），苏联上将。

## 生平
1900年，生于科斯特罗马省基涅什马（维丘加市）。1919年，参加苏俄红军，历任排长、营长副官。1925年，加入俄共。1934年，毕业于伏龙芝军事学院。1937年，毕业于总参军事学院，任白俄罗斯军区司令部作战部部长。
1939年参加苏联入侵波兰的军事行动。1941年，苏德战争爆发，历任第4集团军参谋长、中央方面军参谋长、第20集团军参谋长。1942年，为布良斯克方面军参谋长。1943年，因功晋升中将，获得库图佐夫勋章。1943年，为波罗的海沿岸第2方面军参谋长。1944年，晋升上将。1945年，任喀尔巴阡军区参谋长。
1946年，任苏联陆军总司令部副参谋长。1947年，任莫斯科军区第一副司令兼参谋长。1951年，因为飞机失事，遭受重伤，最终残疾。1955年，转入预备役。1987年，去世，葬于莫斯科。

## 著作
《桑达洛夫往事回忆》